# Antonio Reeves
Antonio Reeves, född 20 november 2000 i Chicago i Illinois, är en amerikansk professionell basketspelare (SG) som spelar för Charlotte Hornets i National Basketball Association (NBA). Han har tidigare spelat i New Orleans Pelicans.
Reeves draftades av Orlando Magic i andra rundan i 2024 års draft som 47:e spelare totalt.
Innan han blev proffs studerade Reeves först på Illinois State University och spelade för deras idrottsförening Illinois State Redbirds. Han blev senare överförd till University of Kentucky för spel i Kentucky Wildcats.